# Calophya hermicitae
Calophya hermicitae (лат.) — вид мелких полужесткокрылых насекомых рода Calophya из семейства Calophyidae.

## Распространение
Встречаются в Неотропике (Чили).

## Описание
Мелкие полужесткокрылые насекомые. Внешне похожи на цикадок, задние ноги прыгательные. Голова и грудь от тёмно-коричневых до почти чёрных, блестящие. Щёчные выросты, усики и ноги от беловатого до желтоватого цвета, метакоксы и задние бёдра иногда светло-коричневые. Передние крылья у основания коричневые, остальная часть прозрачная или слабо желтоватая; жилки светло-желтоватые. Брюшко, включая гениталии, от зеленоватого до желтоватого цвета, сильно контрастирует с головой и грудью. Передняя часть темени покрыта очень короткими незаметными щетинками; щёчные отростки длинные, тонкие, посередине прилегают друг к другу. Передние крылья продолговато-овальные, на вершине угловатые; поверхностные шипики присутствуют во всех ячейках, оставляя вдоль жилок широкие полосы без шипиков. Передние перепончатые крылья более плотные и крупные, чем задние; в состоянии покоя сложены крышевидно. Лапки имеют 2 сегмента. Антенны короткие, имеют 10 сегментов. Голова широкая как переднеспинка.
Взрослые особи и нимфы питаются, высасывая сок растений. В основном связаны с растениями рода шинус (Schinus) семейства анакардиевые: Schinus montanus, S. patagonicus. Вид был впервые описан в 2000 году швейцарским колеоптерологом Даниэлем Буркхардтом (Naturhistorisches Museum, Базель, Швейцария) и его коллегой Ивом Бассетом (Smithsonian Tropical Research Institute, Панама).